# كريس كيلي (رجل أعمال)
كريس كيلي (بالإنجليزية: Chris Kelly)‏ هو شخصية أعمال أمريكي، ولد في 18 أغسطس 1970.

## وصلات خارجية
- كريس كيلي على موقع IMDb (الإنجليزية)